# Bartolomeo Pacca mlajši
Bartolomeo Pacca mlajši, italijanski rimskokatoliški diakon in kardinal, * 25. februar 1817, Benevento, Italija, † 14. oktober 1880, Grottaferrata, Italija.

## Življenjepis
15. marca 1875 je bil povzdignjen v kardinala in pectore.
17. septembra 1875 je bil razglašen za kardinala-diakona pri S. Maria in Portico.